# Companhia Celg de Participações
A Companhia Celg de Participações (CelgPAR) é uma sociedade de economia mista e de capital autorizado cujos acionistas são o estado de Goiás, que possui 99,90% do capital, além de outros pequenos acionistas, como a Eletrobrás, municípios e investidores privados.

## História
A Companhia Celg de Participações - CelgPAR foi criada através da Lei n° 15.714/2006 tendo como objeto social principal a participação em outras sociedades como acionista ou sócio-cotista, controlando desde o momento de sua instituição a então Companhia Energética de Goiás - Celg, que foi constituída, em 16.02.1956, com a denominação social inicial de Centrais Elétricas de Goiás S.A. - Celg.
A Celg, por sua vez, detinha o controle de uma subsidiária integral, a Celg Geração e Transmissão S.A. – Celg G&T, que foi constituída a partir da segregação dos ativos de geração e transmissão de energia elétrica da Celg.
Em março de 2007, a Celg foi convertida em subsidiária integral da Celgpar e teve alterada sua denominação social, passando a ser chamada de Celg Distribuição S.A. – Celg D.
Em junho de 2007, ocorreu a redução do capital social da Celg D e consequente transferência do controle acionário da Celg G&T para o domínio da Celgpar.
Essa sequência de ações permitiu que a Celg pudesse se adequar às novas regras de desverticalização estabelecidas pelo Governo Federal, que ditava a obrigatoriedade de segregação da atividade de distribuição de energia elétrica das demais atividades exercidas pela empresa, que também englobavam, à época, a geração e transmissão de energia elétrica.
A denominação atual da companhia foi dada pela Lei nº 16.237, de 18 de abril de 2008.
Visando ao aproveitamento dos ativos da companhia e à exploração de serviços de telecomunicações, em agosto de 2008 foi criada a Companhia de Telecomunicações e Soluções – CELG Telecom (atual Goiás Telecom), que constituiu a terceira empresa controlada pela Celgpar. Em 2010, o controle acionário foi transferido para o governo de Goiás.

## Federalização e privatização

### CELG-D
Em janeiro de 2015, a Eletrobras adquiriu 50,93% das ações da CELG D, passando a ter o controle acionário da empresa. A CELGPAR permaneceu com 49% de ações da CELG D. A troca de seu em razão de uma dívida com o governo.. A empresa vinha apresentando prejuízos por vários anos seguidos.
Com lance de R$ 2,187 bilhões, a Enel foi a vencedora do leilão de privatização da Celg D. Inclusive, este foi o único lance válido para a compra da distribuidora de energia elétrica de Goiás.
O processo de vendas foi finalizado em Goiânia, em 14 de fevereiro de 2017. No dia 07 de março de 2018, a Enel assumiu a sua marca global em Goiás e a Celg, por sua vez, passou a se chamar Enel Distribuição Goiás.

### CELG GT
Em julho de 2021, foi aprovada em assembleia de acionistas a cisão parcial da Celg-GT.
A CelgPar incorporou os ativos que a Celg-GT possuía para geração própria e por meio de sociedades investidas, atividades de transmissão por meio de sociedades investidas e outros bens imóveis. Já as atividades próprias de transmissão da Celg-GT foram mantidas em uma futura companhia, batizada de Celg Transmissão (Celg T), após a cisão.
Em 14 de outubro de 2021, em leilão promovido na Bolsa de Valores B3, foi realizada a alienação de 100% das ações ordinárias de emissão de sua subsidiária de transmissão de energia elétrica CELG Transmissão S.A (CELG T). A EDP adquiriu o controle da companhia por R$ 1,977 bilhão. 
A companhia tinha 756 quilômetros de redes de transmissão e das 14 subestações no estado de Goiás em 2021.
O governo de Goiás anunciou em dezembro de 2022 a intenção de privatizar a Celg Geração.

## Negócios

### Geração
A Celgpar deixou de operar indiretamente no segmento de geração de energia por meio da CELG GT e passou a atuar diretamente com a incorporação de ativos após a cisão ocorrida em 2021.
- PCH Rochedo - rio São Domingos, 4 MW -  Goiás[10]
- UHE São Domingos - rio Meia Ponte, 12 MW -  Goiás[10]
- UHE Corumbá III - rio Corumbá - 94,6 MW (15%) -  Goiás[10]
- PCH Fazenda Velha Portaria - ribeirão Ariranha, 16,5 MW (20%) -  Goiás[10]

Em fevereiro de 2022, a companhia lançou um projeto de expansão com investimentos em energia fotovotaica, sendo que a primeira usina a ser construída será na cidade de Cachoeira Dourada, no sul de Goiás. Também a projetos de construção de usinas hidrelétricas em consórcio com outras empresas.

### Participações
Além da participação em duas Sociedades na área de Geração (Energética Corumbá III e Energética Fazenda Velha), a Celgpar participa, ainda, de quatro sociedades de propósito específico – SPE já constituídas no segmento de Transmissão Pantanal Transmissão S.A. (49%), Lago Azul Transmissão S.A. (100%) e Firminópolis Transmissão S.A. (49%)) e de uma SPE no segmento de Geração Fotovoltaica (planta de 5MW) em fase pré-operacional denominada Planalto Solar Park S.A.